# Tomo Ivanović
Tomo Ivanović Drekalović bio je sin kučkog vojvode Ivana Drekalovića i istaknuti ratnik. Proslavio se u borbi protiv Turaka tokom Prve pohare Kuča 1774. godine, kada su Turci iznenada napali svom silinom Kuče, palili domove i ubijali stanovništvo. Tomo Ivanović je pokazao hrabrost i poveo grupu naoružanih Kuča u boj u kome je i poginuo, a u tom boju je učestvovao i njegov brat od strica, vojvoda Nikola Popović Drekalović. Kuči su bili poraženi i morali su da beže na sever. U begu se našao i Tomov sin Premo Tomov, te Marko Tomov Ivanović koji su sa svojim sinovima pobjegli u Rovce koji su im pružili utočište, a zatim su se dalje kretali na sever. Kasnije su se braća Toma Ivanovića vratila u Kuče i njihovi potomci i danas nose prezime Ivanović. Sinovi Marka Tomova Ivanovića su međutim osnivači novih loza: Bakovića, Tomovića i Đurđevića.